# Александр из Вильдьё
Александр из Вильдьё (фр. Alexandre de Villedieu; лат. Alexander de Villa Dei; ок. 1175 года, Вильдьё-ле-Поэль, Нормандия — 1240 года) — французский монах-минорит, поэт, грамматик, математик и схоластический писатель XIII века. Его книги переведена на многие европейские языки; его латинская грамматика считалась обязательной в европейских школах в течение трёх веков.
Родом из городка Вильдьё в Нормандии (по Генриху Гентскому — из Доля в Нормандии). Содержал школу в Париже вместе с Родольфом и Изоном (Ison).

## Сочинения

### Учебник грамматики
Особенно известен своей грамматикой «Доктринал», или «Наставление для юнцов» (лат. Doctrinale Puerorum, ок. 1200), где в 2660 гекзаметрах были изложены учение о формах, словообразование, синтаксис, метрика и просодия латинского языка, и которая на протяжении трёх столетий (до 1514 года) считалась самой необходимой книгой во французских, итальянских и немецких школах. Сочинение, прообразом которого послужили труды Присциана, содержит интересные места, свидетельствующие о том, что Александр не просто воспроизводил позднеантичный источник, но и рефлектировал окружающую его действительность. В частности, в гл. 10 «Доктринала» он описывает шесть античных размеров, которыми more suo оперируют литераторы. Исследователи полагают, что Александр мог таким образом отразить шесть ритмических модусов, которые как раз в его время стали основой вновь открытого в Париже музыкального ритма.
Популярность книги Александра была так велика, что до 1500 г. она выдержала более ста печатных изданий. Существует множество рукописей «Doctrinale» в разных городах Европы, и почти все они исписаны примечаниями и прибавлениями. Книга была одним из первых печатных сочинений; самые распространённые издания — 1501 и 1514 годов.
В 1514 году малинское собрание профессоров приняло как руководство сочинение Депоте́ра (1460—1520), заменившее в школах книгу Александра (хотя она продолжала издаваться, иногда вместе с сочинением Депотера).

### Другие стихотворные труды
Они также заслужили большую похвалу его современников:
- в гекзаметрах он передал содержание всех глав Библии, по гекзаметру на главу. Этот труд был приложен к изданию библии 1660 года Иоанном из Гааги;
- стихотворное описание всех годовых праздников — «лат. Massa computi»;
- стихотворная астрономия — «De sphaera»;
- стихотворная арифметика — «De arte numerandi»;
- стихотворные действия над целыми числами — «Песнь об алгоризме» (Carmen de Algorismo), сочинение способствовало распространению индийских цифр в Европе.